# Комсомольское (сельское поселение, Удмуртия)
Комсомольское — упразднённое муниципальное образование со статусом сельского поселения в Игринском районе Удмуртии Российской Федерации.
Административный центр — деревня Комсомолец.

## История
Статус и границы сельского поселения установлены Законом Удмуртской Республики от 19 ноября 2004 года № 65-РЗ «Об установлении границ муниципальных образований и наделении соответствующим статусом муниципальных образований на территории Игринского района Удмуртской Республики»
К 18 апреля 2021 года упраздняется в связи с преобразованием района в муниципальный округ.

## Население
| 2010  | 2012  | 2013  | 2014  | 2015  | 2016  | 2017  |
| ----- | ----- | ----- | ----- | ----- | ----- | ----- |
| 1471  | ↗1484 | ↗1517 | ↗1551 | ↗1575 | ↗1588 | ↘1576 |
| 2018  | 2019  | 2020  |       |       |       |       |
| ↘1544 | ↘1535 | ↘1518 |       |       |       |       |

## Состав сельского поселения
| № | Населённый пункт | Тип населённого пункта          | Население |
| - | ---------------- | ------------------------------- | --------- |
| 1 | Бачкеево         | деревня                         | ↗217      |
| 2 | Бельское         | деревня                         | ↗2        |
| 3 | Годекшур         | деревня                         | ↗77       |
| 4 | Калиновка        | деревня                         | ↘44       |
| 5 | Калиновка        | село                            | ↗185      |
| 6 | Комсомолец       | деревня, административный центр | ↘436      |
| 7 | Пионерский       | выселок                         | ↘79       |
| 8 | Сундошур         | деревня                         | ↗192      |
| 9 | Унтем            | деревня                         | ↗252      |